# Raimundo Serrat

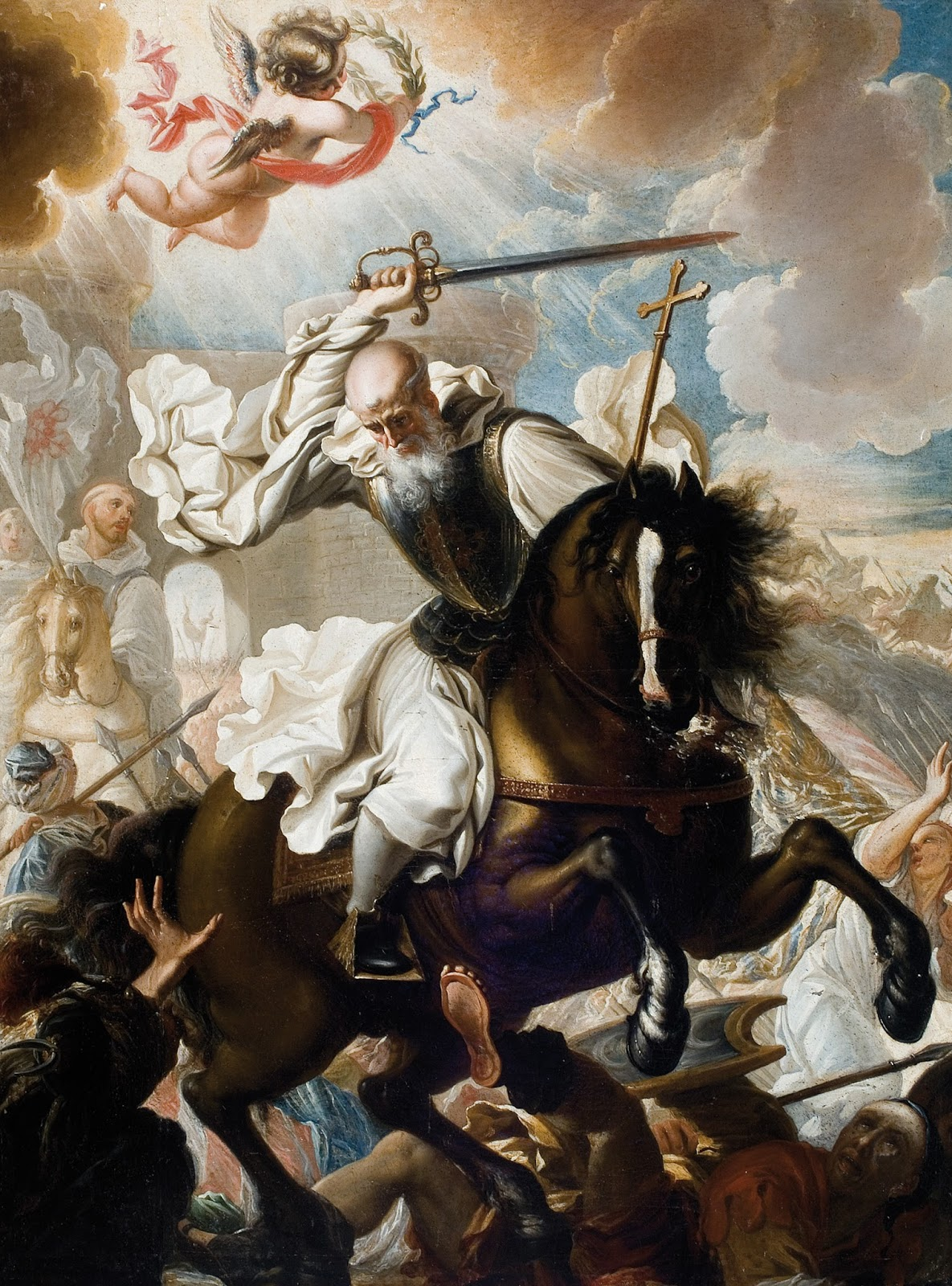
Miguel Jacinto Meléndez – San Raimundo im Kampf

Calatrava-Kreuz

Raimundo Serrat oder auch Raimund von Fitero bzw. Raimund von Calatrava (* um 1105; † 1163 in Ciruelos bei Toledo) war Abt des Zisterzienserklosters von Fitero (Navarra) und Gründer des Calatrava-Ritterordens. Sein Gedenktag ist der 1. Februar.

## Vita
Familie und Geburtsort Raimundos sind nicht bekannt. Erste Nachrichten verweisen auf die Stadt Tarazona im Westen Aragoniens, wo er Kleriker gewesen sein soll und auf das Zisterzienserkloster L’Escaladieu bei Tarbes (Gascogne), in das er sich zurückzog. Im Jahr 1140 wurde er mit Unterstützung Alfons VII. von León in das Tochterkloster Niencebas bei Alfaro am Ebro berufen, das jedoch 12 Jahre später in die ca. 20 km südwestlich gelegene Waldeinsamkeit von Fitero am Río Alhama verlegt wurde.
Im Jahr 1158 rief ihn Sancho III., der Sohn und Nachfolger von Alfons, nach Aranjuez, wo er ihm die befestigte Stadt Calatrava la Vieja schenkte, da er der einzige war, der – nach dem Rückzug des Templerordens – ihre Verteidigung übernehmen wollte. Diese gelang kurz darauf mit der Hilfe seines Freundes Diego Velázquez, dem es gelang, eine Armee von 20.000 Mann zusammenzustellen. Raimund wurde Großmeister des neuen Ordens, der in der Folgezeit eine Vielzahl von Mönchen und Kämpfern anzog.
Seinen Lebensabend verbrachte er auf einem Gut bei Ciruelos, wo er im Jahr 1163 verstarb.

## Verehrung
Raimundo Serrat wurde außerhalb des Zisterzienserordens so gut wie nicht verehrt. Im Jahr 1702 wurde seine Verehrung innerhalb des Ordens durch die römische Kurie offiziell anerkannt; 17 Jahre später wurde sein Kult durch Papst Klemens XI. bestätigt. Sein Name ist im Martyrologium Romanum erwähnt.

## Darstellung
Es gibt keine mittelalterlichen und nur ganz wenige neuzeitliche Bildnisse von Raimundo Serrat; eine neue Statue steht in Fitero und zeigt ihn im Mönchsgewand mit Schild und Schwert.